# Bunny Chow
Cet article concerne le film. Pour le plat sud-africain, voir Bunny chow.
Pour les articles homonymes, voir Bunny et Chow.
 (septembre 2012).
Pour plus de détails, voir Fiche technique et Distribution.
Bunny Chow est le premier film du réalisateur sud-africain John Barker (en). Réalisé en 2006, le film  raconte le road trip de trois amis et comédiens de stand up.

## Synopsis
Trois amis décident de se rendre à Oppikopi, le plus grand festival de rock sud-africain et de conquérir le public par leur passion pour le stand up. David veut devenir un comédien célèbre et malgré les remarques de ses proches qui lui conseillent plutôt de trouver une vocation plus conventionnelle, décide de poursuivre son rêve. Kags, plus expérimenté dans le métier et plus terre à terre, est en quelque sorte le mentor de David. D’autant plus qu’il sort avec celle qui fait rêver tous les hommes, la belle Kim, avec qui il a du mal à s’engager pleinement. Quant à Joey, il vit un dilemme difficile entre la comédie et sa religion qui semblent peu compatibles. Sa jalouse et grincheuse  petite amie, Angela ne lui facilite pas la vie. Les trois amis sont rejoints par Cope, un auto-stoppeur au comportement bizarre, qui va s’avérer être très gênant. Ainsi débute leur road trip, mais très vite leur plan va prendre une tout autre direction.

## Fiche technique
- Titre : Bunny Chow
- Autre titre : Know Thyself
- Réalisateur : John Barker
- Scénario : John Barker, Dabid Kibuuka
- Producteurs executifs : Maryline Barker, Jeremy Nathan, Joel Phiri
- Produit par: Kagiso Lediga, Isaac Kaminsky, Leanne Callana
- Coproducteurs : Michelle Wheatley, Henric Larsson, Karin Froderberg, Thomas Eskilsson, Bobby Allen, Jonathan Zilli
- Cadreur: Zeno Petersen
- Monteur : Saki Bergh
- Musique originale : Joel Assaizky
- Pays film : Afrique du Sud
- Durée : 95 minutes
- Langues : Afrikans, Tsotsi et anglais
- Sous-titres : Anglais
- Format : 35 mm Dolby Digital 5.1
- Société de Production : Dog Pack films
- Société de Coproductions : DV8, IMG, MTV Films Europe, Film i Väst et Republiken
- Partenariat: The SABC Content Hub, the NFVF,Ster Kinekor, Ministy of Illusion,Terraplane, Magus Visual

## Prix
- Montgolfière d'argent au Festival des trois continents 2007.